# Bigorno
Bigorno település Franciaországban, Haute-Corse megyében. Lakosainak száma 94 fő (2022. január 1.). Bigorno Piève, Bisinchi, Campitello, Lento és Murato községekkel határos.

## Népesség
A település népességének változása:
| Lakosok száma | 116  | 100  | 61   | 79   | 79   | 83   | 90   | 88   | 87   | 94   |
|               | 1968 | 1982 | 1990 | 2006 | 2013 | 2015 | 2017 | 2019 | 2020 | 2022 |